# バーモント州副知事
バーモント州副知事（Lieutenant Governor of Vermont）は、アメリカ合衆国バーモント州の副知事である。任期は2年である。

## 一覧
以下の一覧では、アメリカ合衆国の建国と同時期に短期間存在したバーモント共和国の副知事についても記す
。

### バーモント共和国
| # | 氏名                       | 政党 | 任期            |
| - | -------------------------- | ---- | --------------- |
| 1 | ジョーゼフ・マーシュ       | -    | 1778年 - 1779年 |
| 2 | ベンジャミン・カーペンター | -    | 1779年 - 1781年 |
| 3 | イライシャ・ペイン         | -    | 1781年 - 1782年 |
| 4 | ポール・スプーナー         | -    | 1782年 - 1787年 |
| 5 | ジョーゼフ・マーシュ       | -    | 1787年 - 1790年 |
| 6 | ピーター・オルコット       | -    | 1790年 - 1794年 |
| 7 | ジョナサン・ハント         | -    | 1794年 - 1796年 |

### バーモント州
| #  | 氏名                            | 政党                     | 任期            |
| -- | ------------------------------- | ------------------------ | --------------- |
| 1  | ポール・ブリガム                | 民主共和党               | 1796年 - 1813年 |
| 2  | ウィリアム・チェンバレン        | 連邦党                   | 1813年 - 1815年 |
| 3  | ポール・ブリガム                | 民主共和党               | 1815年 - 1820年 |
| 4  | ウィリアム・カフーン            | 民主共和党               | 1820年 - 1822年 |
| 5  | アーロン・リーランド            | 民主共和党               | 1822年 - 1827年 |
| 6  | ヘンリー・オリン                | 民主共和党               | 1827年 - 1830年 |
| 7  | マーク・リチャーズ              | 国家共和党               | 1830年 - 1831   |
| 8  | レビアス・イーガートン          | 反メーソン党             | 1831年 - 1835年 |
| 9  | サイラス・H・ジェニソン         | ホイッグ党 /反メーソン党 | 1835年 - 1836年 |
| 10 | デイヴィッド・M・キャンプ       | ホイッグ党               | 1836年 - 1841年 |
| 11 | ウェイツティル・R・ラニー       | ホイッグ党               | 1841年 - 1843年 |
| 12 | ホレス・イートン                | ホイッグ党               | 1843年 - 1846年 |
| 13 | レナード・サージェント          | ホイッグ党               | 1846年 - 1848年 |
| 14 | ロバート・ピアポイント          | ホイッグ党               | 1848年 - 1850年 |
| 15 | ジュリアス・コンヴァース        | ホイッグ党               | 1850年 - 1852年 |
| 16 | ウィリアム・C・キトリッジ       | ホイッグ党               | 1852年 - 1853年 |
| 17 | ジェファーソン・P・キダー       | 民主党                   | 1853年 - 1854年 |
| 18 | ライランド・フレッチャー        | 共和党                   | 1854年 - 1856年 |
| 19 | ジェームズ・M・スレイド         | 共和党                   | 1856年 - 1858年 |
| 20 | バーナム・マーティン            | 共和党                   | 1858年 - 1860年 |
| 21 | リーヴァイ・アンダーウッド      | 共和党                   | 1860年 - 1862年 |
| 22 | ポール・ディロンガム            | 共和党 / 国民連合党      | 1862年 - 1865年 |
| 23 | エイブラハム・B・ガードナー     | 共和党                   | 1865年 - 1867年 |
| 24 | スティーヴン・トーマス          | 共和党                   | 1867年 - 1869年 |
| 25 | ジョージ・ヘンディー            | 共和党                   | 1869年 - 1870年 |
| 26 | ジョージ・N・デール             | 共和党                   | 1870年 - 1872年 |
| 27 | ラッセル・S・タフト             | 共和党                   | 1872年 - 1874年 |
| 28 | ライマン・G・ヒンクリー         | 共和党                   | 1874年 - 1876年 |
| 29 | レッドフィールド・プロクター    | 共和党                   | 1876年 - 1878年 |
| 30 | イーベン・ポメロイ・コルトン    | 共和党                   | 1878年 - 1880年 |
| 31 | ジョン・L・バーストウ           | 共和党                   | 1880年 - 1882年 |
| 32 | サミュエル・E・ピングリー       | 共和党                   | 1882年 - 1884年 |
| 33 | エベネザー・J・オームスビー     | 共和党                   | 1884年 - 1886年 |
| 34 | リーヴァイ・K・フラー           | 共和党                   | 1886年 - 1888年 |
| 35 | アーバン・A・ウッドベリー       | 共和党                   | 1888年 - 1890年 |
| 36 | ヘンリー・A・フレッチャー       | 共和党                   | 1890年 - 1892年 |
| 37 | F・ステュアート・ストラナハン   | 共和党                   | 1892年 - 1894年 |
| 38 | ゾファー・M・マンサー           | 共和党                   | 1894年 - 1896年 |
| 39 | ネルソン・W・フィスク           | 共和党                   | 1896年 - 1898年 |
| 40 | ヘンリー・C・ベイツ             | 共和党                   | 1898年 - 1900年 |
| 41 | マーティン・F・アレン           | 共和党                   | 1900年 - 1902年 |
| 42 | ゼッド・S・スタントン           | 共和党                   | 1902年 - 1904年 |
| 43 | チャールズ・H・スターンズ       | 共和党                   | 1904年 - 1906年 |
| 44 | ジョージ・H・プラウティ         | 共和党                   | 1906年 - 1908年 |
| 45 | ジョン・A・ミード               | 共和党                   | 1908年 - 1910年 |
| 46 | レイトン・P・スラック           | 共和党                   | 1910年 - 1912年 |
| 47 | フランク・E・ハウ               | 共和党                   | 1912年 - 1915年 |
| 48 | ヘイル・K・ダーリング           | 共和党                   | 1915年 - 1917年 |
| 49 | ロジャー・W・ハルバード         | 共和党                   | 1917年 - 1919年 |
| 50 | メイソン・S・ストーン           | 共和党                   | 1919年 - 1921年 |
| 51 | エイブラム・W・フット           | 共和党                   | 1921年 - 1923年 |
| 52 | フランクリン・S・ビリングス     | 共和党                   | 1923年 - 1925年 |
| 53 | ウォルター・K・ファーンズワース | 共和党                   | 1925年 - 1927年 |
| 54 | ホリスター・ジャクソン          | 共和党                   | 1927年 - 1927年 |
| 55 | スタンリー・C・ウィルソン       | 共和党                   | 1929年 - 1931年 |
| 56 | ベンジャミン・ウィリアムズ      | 共和党                   | 1931年 - 1933年 |
| 57 | チャールズ・マンリー・スミス    | 共和党                   | 1933年 - 1935年 |
| 58 | ジョージ・D・エイケン           | 共和党                   | 1935年 - 1937年 |
| 59 | ウィリアム・ヘンリー・ウィルズ  | 共和党                   | 1937年 - 1941年 |
| 60 | モーティマー・R・プロクター     | 共和党                   | 1941年 - 1945年 |
| 61 | リー・エマーソン                | 共和党                   | 1945年 - 1949年 |
| 62 | ハロルド・J・アーサー           | 共和党                   | 1949年 - 1950年 |
| 63 | ジョーゼフ・B・ジョンソン       | 共和党                   | 1951年 - 1955年 |
| 64 | コンスエロ・N・ベイリー         | 共和党                   | 1955年 - 1957年 |
| 65 | ロバート・T・スタッフォード     | 共和党                   | 1957年 - 1959年 |
| 66 | ロバート・S・バブコック         | 共和党                   | 1959年 - 1961年 |
| 67 | ラルフ・A・フット               | 共和党                   | 1961年 - 1965年 |
| 68 | ジョン・J・デイリー             | 民主党                   | 1965年 - 1969年 |
| 69 | トーマス・L・ヘイズ             | 共和党                   | 1969年 - 1971年 |
| 70 | ジョン・S・バージェス           | 共和党                   | 1971年 - 1975年 |
| 71 | ブライアン・D・バーンズ         | 民主党                   | 1975年 - 1977年 |
| 72 | T・ギャリー・バックリー         | 共和党                   | 1977年 - 1979年 |
| 73 | マドリン・M・カニン             | 民主党                   | 1979年 - 1983年 |
| 74 | ピーター・プリンプトン・スミス  | 共和党                   | 1983年 - 1987年 |
| 75 | ハワード・ディーン              | 民主党                   | 1987年 - 1991年 |
| 76 | バーバラ・W・スネリング         | 共和党                   | 1993年 - 1997年 |
| 77 | ダグラス・A・ラシーン           | 民主党                   | 1997年 - 2003年 |
| 78 | ブライアン・ドゥビエ            | 共和党                   | 2003年 - 2011年 |
| 79 | フィリップ・スコット            | 共和党                   | 2011年 - 2017年 |
| 80 | デヴィッド ・ ザッカーマン      | 共和党                   | 2017年 - 現在   |